# Züri West
Züri West aus Bern ist eine der erfolgreichsten Schweizer Rockbands. Der Name Züri West ist als (ironische) Umschreibung von Bern gedacht – der Bundesstadt, die westlich der grössten Schweizer Stadt Zürich liegt und von den Zürchern scherzhaft als entfernter westlicher Vorort angesehen wird. Die Texte der Lieder werden zumeist in Berndeutsch gesungen.

## Bandgeschichte
Kuno Lauener, Sam Mumenthaler, Küse Fehlmann und Peter Schmid traten 1984 zum ersten Mal gemeinsam als Sweet Home Pyjamas und einige Wochen später als Gianni Pannini auf. Am 9. Februar 1984 gründeten sie zusammen mit Peter von Siebenthal die Band Züri West. 1985 veröffentlichte die Band auf der Maxi-Single Splendid einen Konzertmitschnitt. Mit Liedern wie Flachgleit und Hansdampf lieferte die Band den Soundtrack zu den Jugendunruhen rund um das Zaffaraya-Areal und den kulturpolitischen Kampf für das Kulturzentrum Reitschule in Bern. 1987 erschien das erste Album Sport & Musik (benannt nach einer beliebten Sonntagnachmittag-Sendung von Radio DRS 1).
Auf dem Sampleralbum BEstand88, das zehn Berner Alternativ- und New-Wave-Bands 1988 beim Label Black Cat veröffentlichten, war Züri West mit dem Moon-Martin-Song Pushed Around vertreten.
Bereits mit dem zweiten Album Bümpliz–Casablanca (1989) schaffte es die Band auf Platz eins der Schweizer Hitparade. Das Album Elvis (1990) wurde mit einer Goldenen Schallplatte für 25'000 verkaufte Exemplare ausgezeichnet. 1991 erschien das Album Arturo Bandini und war ebenfalls erfolgreich. Mit dem Livealbum Wintertour schaute die Band zurück auf ihre Entwicklung von der politischen Szeneband zur nationalen Pop-Grösse.
Gert Stäuble löste in der darauffolgenden Pause Silvio Silfverberg am Schlagzeug ab. Der Song I schänke dr mis Härz aus dem Studioalbum Züri West (1994) wurde zum bislang grössten Hit der Band; das Album bietet ausserdem mit I ha di gärn gha auch eine schweizerdeutsche Version von When You Were Mine aus dem Album Dirty Mind von Prince. Mit dem in Philadelphia produzierten, am Grunge orientierten Album Hoover Jam (1996) versuchte sich die Band vom Image der Hitband zu distanzieren. Nach einer dreijährigen Pause erschien das Album Super 8 (1999).
In den folgenden zwei Jahren verliessen Gitarrist Peter von Siebenthal und Bassist Martin Gerber die Band. Sie wurden durch Tom Etter (Gitarre), Jürg Schmidhauser (Bass) und Oli Kuster (Tasten) ersetzt. Im Titelsong des Albums Radio zum Glück (2001) kritisierte die Band das Musikprogramm von Radio DRS 3. Der Film «Züri West – am Blues vorus…», der 2002 in die Kinos kam, beschäftigte sich mit der Entstehung von Radio zum Glück.
Mit dem Sampler Retour feierten Züri West Anfang 2004 ihr zwanzigjähriges Bestehen. Im Juni 2004 erschien das kommerziell erneut sehr erfolgreiche Studioalbum Aloha from Züri West, unter anderem mit dem populären Lied Fingt ds Glück eim?.
Das Studioalbum Haubi Songs erschien am 12. Januar 2008. Im Lied Vo Tier u vo berüehmte Mönsche singt Kuno von Masken, welche es nur von Tieren und berühmten Menschen gebe – aus Sicht einer Person, die nur ihre Arbeit hat und sich doch wenigstens so eine berühmte Maske wünscht. Am 14. März 2009 spielten Züri West zum 110. Geburtstag des Fussball-Vereins BSC Young Boys unter dem Pseudonym The Häberlis (inspiriert durch Stürmerlegende Thomas Häberli) vor über 25'000 Zuschauern im Stade de Suisse in Bern.
Das Album HomeRekords erschien am 23. April 2010, vorwiegend mit B-Seiten und Demos bekannter Songs.
Die Single Göteborg kam im Januar 2012 heraus, das gleichnamige Album am 23. März 2012. Das Album erreichte im April 2012 Platz 1 in der Schweizer Hitparade.
Am 24. März 2017 meldeten sich Züri West nach fünf Jahren (wenn man von den Soundtrack-Singles Lied für Lotti und Goalie absieht) mit dem Album Love zurück. Es war die erste Veröffentlichung mit den neuen Mitgliedern Manuel Haefliger und Wolfgang Zwiauer. Im Vorfeld des Albums erschienen Videos zu den Liedern Schatteboxe und Schachtar gäge Gent, gedreht wurde im Westen Berns bei den Tramhaltestellen Tscharnergut und Holenacker. Schachtar gäge Gent erschien als Single.
Nach jahrelangem Boykott von Streamingdiensten machte die Band ihre Diskografie 2019 auf Spotify verfügbar, aufgrund von Urheberrechtsproblemen fehlen ihre Coverversionen aber bis heute.
Im März 2021, kurz vor seinem 60. Geburtstag, machte Kuno Lauener seine Erkrankung an Multipler Sklerose öffentlich.
Am 8. Dezember 2023 veröffentlichte die Band ihr 14. Studioalbum Loch dür Zyt, das zwei Wochen vorher mit der gleichnamigen Single angekündigt worden war. Die Single ist eine abgeänderte Version des Songs Z.W., der ursprünglich 1984 auf der ersten Demokassette der Band erschienen war. Die Band präsentierte sich in neuer Besetzung: Der langjährige Schlagzeuger Gert Stäuble wurde durch Kevin Chesham ersetzt, dazu kommen der ehemalige Lovebugs-Bassist Florian Senn und der Keyboarder Oli Kuster, der bereits zwischen 2001 und 2004 mit der Band spielte. Im Rahmen dieser Veröffentlichung kündigte die Band zudem an, sie könne aufgrund der Erkrankung von Lauener nie wieder Konzerte spielen.

## Diskografie

### Alben
| Jahr | Titel                | Höchstplatzierung, Gesamtwochen, AuszeichnungChartsChartplatzierungen (Jahr, Titel, Platzierungen, Wochen, Auszeichnungen, Anmerkungen) | Anmerkungen                                                               |
| Jahr | Titel                | CH | Anmerkungen                                                               |
| ---- | -------------------- | --- | ------------------------------------------------------------------------- |
| 1988 | Sport und Musik      | CH24 (2 Wo.)CH | LP (10 Titel), später als CD, zus. mit Kirchberg                          |
| 1989 | Bümpliz – Casablanca | CH1 Gold · (19 Wo.)CH | LP / CD (13 Songs)                                                        |
| 1990 | Elvis                | CH2 Gold · (15 Wo.)CH | LP / CD (11 Songs)                                                        |
| 1991 | Arturo Bandini       | CH4 Gold · (17 Wo.)CH | LP / CD (13 Songs)                                                        |
| 1992 | Wintertour           | CH10 Gold · (13 Wo.)CH | Live-CD mit einer Auswahl von 22 Songs, mitgeschnitten bei vier Konzerten |
| 1994 | Züri West            | CH1 ×3Dreifachplatin · (45 Wo.)CH | Doppel-10-Inch (14 Songs) / CD (15 Songs)                                 |
| 1996 | Hoover Jam           | CH2 Platin · (18 Wo.)CH | LP (13 Songs) / CD (14 Songs)                                             |
| 1999 | Super 8              | CH2 Gold · (26 Wo.)CH | CD (14 Songs)                                                             |
| 2001 | Radio zum Glück      | CH1 Platin · (13 Wo.)CH | CD (13 Songs)                                                             |
| 2003 | Retour (Best of)     | CH4 Gold · (23 Wo.)CH | CD (Jubiläums-Kompilation mit 18 Songs)                                   |
| 2004 | Aloha from Züri West | CH1 Platin · (27 Wo.)CH | CD (12 Songs)                                                             |
| 2008 | Haubi Songs          | CH1 ×2Doppelplatin · (37 Wo.)CH | CD (12 Songs)                                                             |
| 2010 | HomeRekords          | CH1 Platin · (19 Wo.)CH | CD (16 Songs)                                                             |
| 2012 | Göteborg             | CH1 Platin · (26 Wo.)CH | CD                                                                        |
| 2017 | Love                 | CH1 Platin · (39 Wo.)CH | LP / CD                                                                   |
| 2023 | Loch dür Zyt         | CH1 (21 Wo.)CH | LP / CD                                                                   |

### Singles
| Jahr | Titel Album                              | Höchstplatzierung, Gesamtwochen, AuszeichnungChartsChartplatzierungen (Jahr, Titel, Album, Platzierungen, Wochen, Auszeichnungen, Anmerkungen) | Anmerkungen                            |
| Jahr | Titel Album                              | CH | Anmerkungen                            |
| ---- | ---------------------------------------- | --- | -------------------------------------- |
| 1994 | I schänke dr mis Härz Züri West          | CH4 ×2Doppelplatin · (49 Wo.)CH |                                        |
| 1996 | Sofa / Rimini Hoover Jam                 | CH26 (12 Wo.)CH |                                        |
| 1999 | Mojito / Echo Super 8                    | CH27 (10 Wo.)CH |                                        |
| 2004 | Fingt ds Glück eim? Aloha from Züri West | CH14 (8 Wo.)CH |                                        |
| 2004 | Römer / Pünktli Aloha from Züri West     | CH73 (2 Wo.)CH |                                        |
| 2007 | Fische versänke Haubi Songs              | CH5 (14 Wo.)CH |                                        |
| 2008 | Johnny & Mary Haubi Songs                | CH44 (12 Wo.)CH |                                        |
| 2010 | Güggu Homerekords                        | CH42 (6 Wo.)CH |                                        |
| 2012 | Göteborg                                 | CH31 (4 Wo.)CH |                                        |
| 2014 | Goalie –                                 | CH55 (2 Wo.)CH | Film: Der Goali bin ig von Sabine Boss |
| 2017 | Schachtar gäge Gent Love                 | CH62 (2 Wo.)CH |                                        |
| 2023 | Loch dür Zyt                             | CH47 (2 Wo.)CH |                                        |
| 2023 | D’Idee Loch dür Zyt                      | CH84 (1 Wo.)CH |                                        |
| 2023 | Schnägg Loch dür Zyt                     | CH91 (1 Wo.)CH |                                        |

Maxisingles
- Splendid (Live-Mitschnitt aus dem Kino Splendid in Bern, auf Maxi-Single, 4 Songs), 1985
- Kirchberg (Maxi-Single, aus dem Studio Sunrise in Kirchberg, 4 Songs), 1986
- Remixed, Maxi-CD von I schänke dr mis Härz mit je zwei Remix- bzw. Instrumental-Songs, produziert von By Just One (4 Songs), 1994

## Film
- Annina Furrer, Regula Begert: Züri West – am Blues vorus … Roadmovie 35 mm, 92 min, 2002.

## Literatur

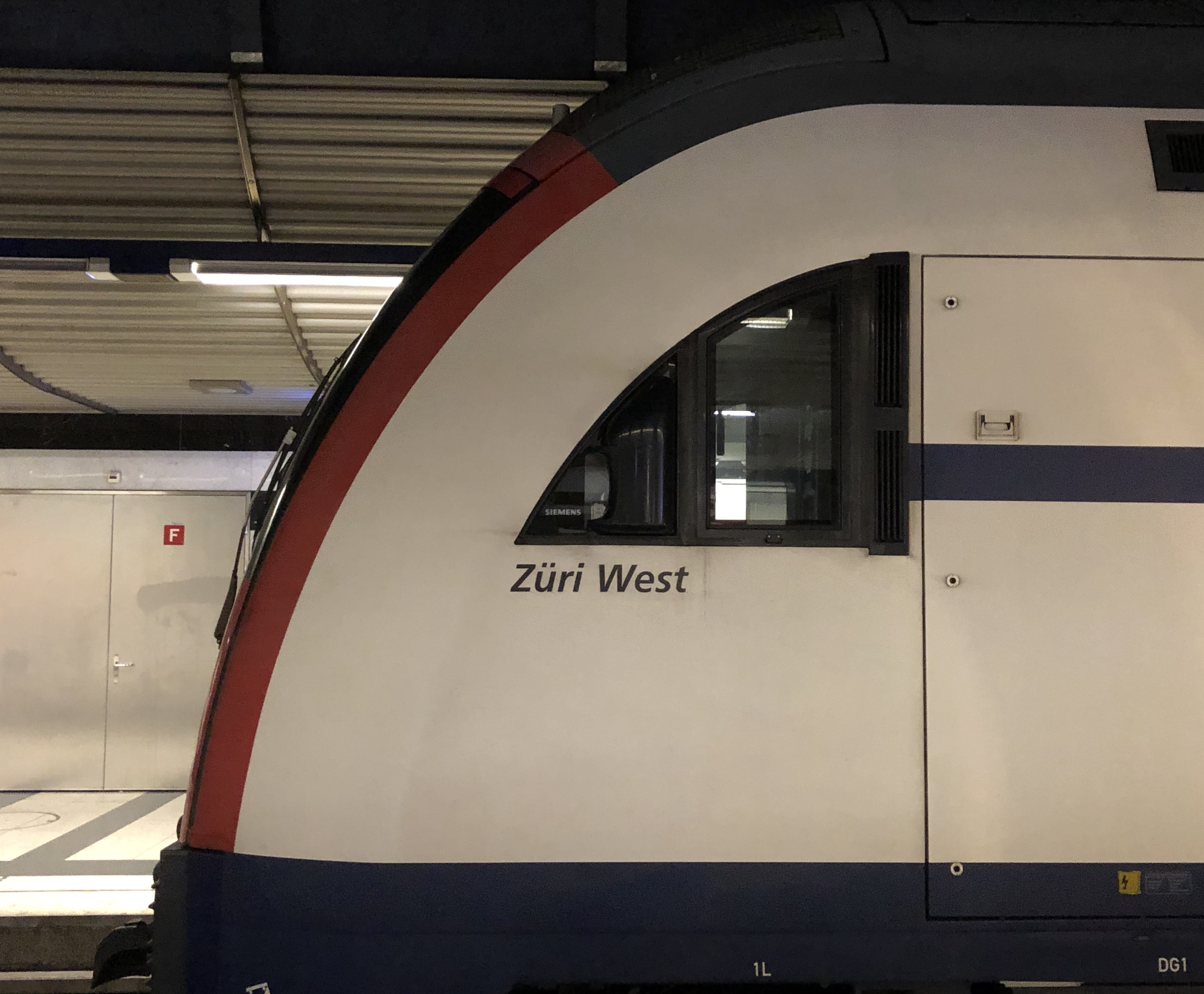
«Züri West»-Lok einer Zürcher S-Bahn

## Auszeichnungen
- 1988: Pop Tell ’88 als beliebteste Schweizer Rockband[2]
- 1994: Prix Walo in der Sparte Rock[12]
- 2009: Swiss Music Award für «Best Album Pop/Rock National» für Haubi Songs und «Best Live Act National»[13]
- 2012: Musikpreis des Kantons Bern[14]
- 2014: Swiss Music Award für «Outstanding Achievement»
- 2018: Swiss Music Award für «Best Group»
- 2018: Swiss Music Award für «Best Album» für Love
- 2024: Burgerliche Medaille der Burgergemeinde Bern
- 2024: Prix Walo Kategorie «Pop/Rock»
- 2024: Swiss Music Award für «Best Band»